# José Joaquim de Andrade Neves Filho
José Joaquim de Andrade Neves Filho (Rio Pardo, 1842 — ?) foi um militar e político brasileiro.
Filho do General José Joaquim de Andrade Neves, o Barão do Triunfo, sentou praça em 1857 na cavalaria do exército. Em 1864 era aluno da Escola Militar, quando do início da Guerra contra Aguirre. Partiu para a guerra, tendo participado do Combate de Paisandu. De seu casamento com Francisca de Paula Ramos teve José Joaquim de Andrade Neves Neto.
Seguiu, mais tarde, para a Guerra do Paraguai, tendo participado da retomada de Uruguaiana, da Batalha de Tuiuti, dos combates de Curuzu, Curupaiti e Tuiuqué.  Sob as ordens do general Osório participou dos ataques do Passo-Pocu e Espinilho, da Batalha de Avaí e do reconhecimento de Lomas Valentinas.
Terminada a guerra, retornou ao Rio Grande do Sul, onde filiou-se ao partido liberal, tendo sido eleito deputado à assembléia provincial.
Faleceu, vítima da tuberculose.